# Oreodytes okulovi
Oreodytes okulovi är en skalbaggsart som beskrevs av German Shlemovich Lafer 1988. Oreodytes okulovi ingår i släktet Oreodytes och familjen dykare. Inga underarter finns listade i Catalogue of Life.